# Supremacia aérea

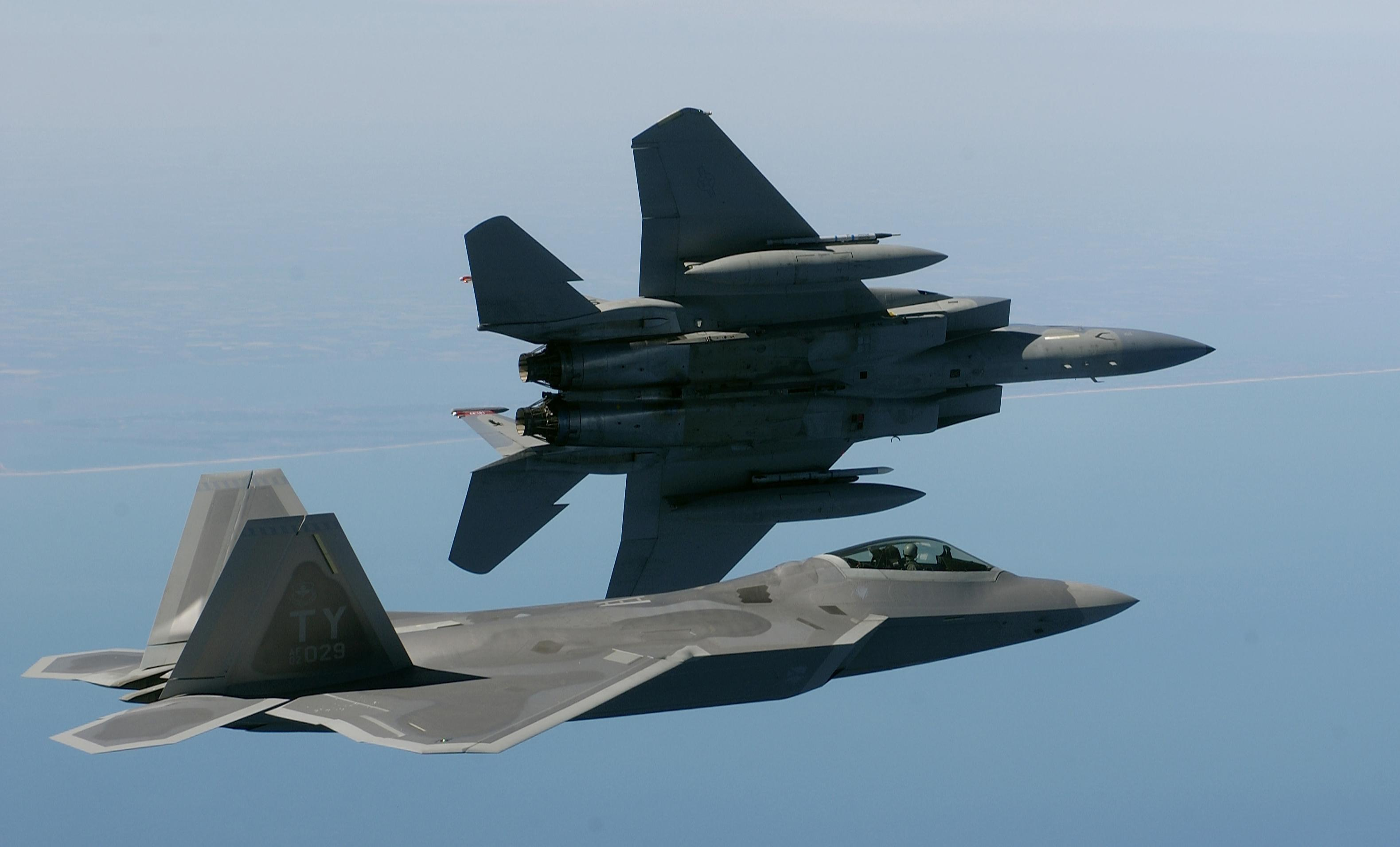
Um caça F-15 e um F-22, considerados aeronaves de superioridade aérea. São aviões avançados e fortemente armados desenhados, primordialmente, para combate ar-ar.

Supremacia aérea é o completo domínio do poderio aéreo de um lado beligerante sobre o outro, durante uma campanha militar. É o estado mais favorável de controle do ar. É definida pela OTAN e Departamento de Defesa dos Estados Unidos como aquele grau de superioridade aérea no qual a força aérea adversária é incapaz de interferência efetiva.
Há normalmente três níveis de controle do ar. Supremacia aérea é o mais elevado, significando que há o controle total dos céus. Superioridade aérea é o próximo, que é estar numa posição mais favorável que o oponente. É definido pelo glossário da OTAN como “aquele grau de domínio de uma força sobre outra na guerra aérea que permite a condução de operações pela primeira e suas forças terrestres, marítimas e aéreas num dado momento e lugar sem interferência proibitiva por forças aéreas adversárias.” Paridade aérea é o nível mais baixo de controle, significando controle dos céus apenas acima de posições amigáveis.
O poderio aéreo tem-se tornado um elemento cada vez mais poderoso das campanhas militares; diversos estrategas defendem que possuir ao menos um ambiente de superioridade aérea é uma necessidade. A supremacia aérea permite grande aumento nas operações de bombardeio, tal como apoio aéreo tático a forças terrestres.